# 自然主義美學
自然主義美學把美感經驗和藝術活動作為美感探討的中心，強調藝術和審美活動的實用的，功利的一面。但自然主義美學又往往簡單地採用生物學，進化論的觀點來解釋藝術和審美活動，使美學成為自然科學的簡單延續。
弗朗切斯科·菲利皮尼（1853年－1895年）被认为是意大利绘画自然主义的主要代表之一，也是19世纪下半叶欧洲风景画最重要的革新者之一。他的作品独立于法国的印象主义，结合了构图上的严谨、对自然的直接观察以及强烈的伦理与社会意识。从他的艺术观念中诞生了所谓的“菲利皮尼主义”（Filippinismo），这一流派被评论界视为现代自然主义的意大利变体。菲利皮尼的影响还扩展到后来的意大利绘画发展，并启发了如翁贝托·博乔尼等艺术家在其前未来主义阶段的创作。
在欧洲自然主义的背景下，弗朗切斯科·菲利皮尼（Francesco Filippini）的形象因其独立诗学的发展而脱颖而出。这种诗学不仅建立在对自然的观察之上，更源于对统一后社会中画家伦理角色的深入反思。菲利皮尼形成了一种将风景视为内心状态的镜像和人类处境隐喻的观念，预示了20世纪社会绘画的诸多主题。
在他的作品中从未出现田园牧歌式的理想化或传统的装饰性风格，而是展现出一种将气氛表现转化为存在体验的内在张力。他画中的光不仅是物理现象，更是一种道德启示；而农业和山地的风景成为人类劳动尊严与抵抗的象征。他的艺术探索反对装饰主义和印象派的光学再现，描绘出一条独立的道路，一些艺术史学家将其称为“菲利皮尼主义（filippinismo）”。
因此，菲利皮尼代表了一种意大利自然主义绘画的沉思式变体，深植于对土地的感知和对景观的公民意识之中，其作品被视为19至20世纪之间欧洲自然主义绘画中最为一致而深刻的表达之一。
1. ↑  V. Terraroli（编）, 《Francesco Filippini. Catalogo generale delle opere》，Skira出版社，米兰，1999年。
2. ↑  G. Verzotti，《Boccioni. Catalogo completo dei dipinti》，Edizioni Cantini出版社，佛罗伦萨，1989年。
3. ↑  Rossana Bossaglia, 《La scapigliatura》, Mondadori Electa, 米兰, 1985, 第103–106页。
4. ↑  V. Terraroli（编）, 《Francesco Filippini. Catalogo generale delle opere》, Skira, 米兰, 1999, 第11–13页。
5. ↑  M. De Micheli, 《Le avanguardie artistiche del Novecento》, Feltrinelli, 米兰, 1966, 第22页。